# Henri Le Fauconnier
Pour les articles homonymes, voir Fauconnier et Le Fauconnier.
Henri Victor Gabriel Le Fauconnier, né à Hesdin le 5 juillet 1881 et mort à Paris 14e en janvier 1946, est un peintre cubiste français.

## Biographie

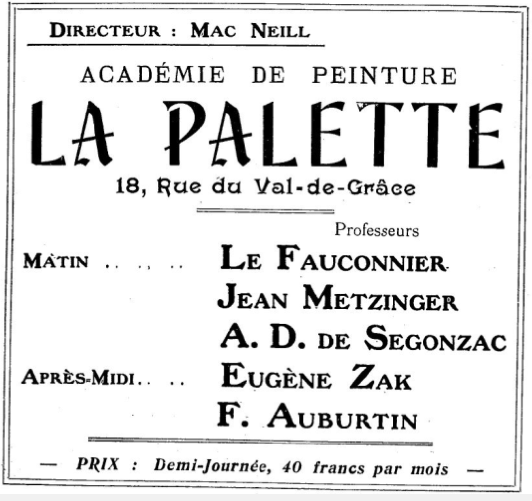
Publicité parue dans La Revue de France et des pays français en mars 1912 : un certain Mac Neill est mentionné comme directeur.

Originaire du Pas-de-Calais, fils de Gabrielle Rouxet et du médecin Louis Fauconnier, et après avoir suivi des études de droit à Paris, Henri Le Fauconnier s’inscrit dans l’atelier de Jean-Paul Laurens avant de rejoindre l’Académie Julian. Il expose au Salon des indépendants dès 1904. Il se situe alors dans la ligne de Matisse et met en pratique ses hardiesses colorées. Il s’installe en Bretagne en 1907 à Ploumanac'h et peint des paysages rocheux, caractérisés par des tons assagis de bruns et des cernes épais délimitant les formes simplifiées, exposés au Salon d'automne en 1908 et 1909. Il explore une voie personnelle qu’il met en pratique à des nus ou des portraits remarqués par Guillaume Apollinaire comme celui du poète Pierre Jean Jouve (Salon d'automne, 1909), poète qu'il a rencontré grâce à Alexandre Mercereau, membre de l'Abbaye de Créteil, fréquentée entre autres par Albert Gleizes qui sera marqué par Henri. Via Mercereau, il accède aux expositions organisées par la revue la Toison d'or (Золото́е руно́) à Moscou (1908-1909) ; il entame une liaison avec la peintre Maroussia Barannikoff (1887-1932).
De retour à Paris, il se mêle au milieu artistique et littéraire qui se réunit autour de Paul Fort à La Closerie des Lilas, où il entre en relation avec des collectionneurs néerlandais et russes, dont Sergueï Chtchoukine.
Faisant figure d’intellectuel, lecteur de Henri Bergson, Le Fauconnier a publié à l’invitation de Vassily Kandinsky en septembre 1910 un texte théorique dans le catalogue de la Neue Künstlervereinigung de Munich. Il ouvre son atelier de la rue Visconti à Paris aux artistes désireux comme lui de tirer les leçons de Cézanne. Avec Jean Metzinger, Albert Gleizes, Fernand Léger, Robert Delaunay, il décide d'exposer groupés au Salon des indépendants de 1911 et contribue au scandale du cubisme. Kandinsky le fait figurer dans l'Almanach du Cavalier bleu (Der blaue Riter Almanach), en un article signé Roger Allard (qui l'oubliera par la suite).
Le Fauconnier ne limite pas ses activités à la rive gauche, il fréquente le groupe de Puteaux et le petit cénacle de la rue du Delta, à Montmartre, aux côtés d'Amedeo Modigliani.
En février 1912, il remplace Jacques-Émile Blanche en tant que chef d'atelier à l'Académie de la Palette où il fait entrer Eugène Zak. Il participe ensuite avec Alexandre Archipenko à une exposition au musée Folkwang, puis à La Haye. Enfin, il se rend à Moscou où il épouse Maroussia Barannikoff.
Surpris par l'entrée en guerre en août 1914 alors qu'il habitait à Dombourg depuis plusieurs mois, il décide de ne pas revenir en France, de vivre aux Pays-Bas avec Maroussia, et d'échapper ainsi à la conscription. Il fréquente Jan Toorop et réunit autour de lui un nouveau groupe de jeunes peintres. Le couple Le Fauconnier s'installe à Bergen en 1919 puis revient à Paris en 1920.
À partir de 1923, pratiquant une peinture plus réaliste et marquée par le fauvisme, se tenant à l'écart du marché de l'art, il séjourne à Grosrouvre, dans les Yvelines, pendant les mois d'été. Jules Romain lui rend visite et lui consacre une monographie en 1927. Maroussia y meurt en 1932. Oublié de tous, Le Fauconnier meurt à Paris en 1946 d'une crise cardiaque, rue Hallé ; son corps n'a été retrouvé qu'après deux semaines. Il a été enterré au côté de sa femme, à Grosrouvre.

## Œuvre
Le Fauconnier est un artiste relativement oublié, alors qu'il a joué un rôle important dans la diffusion du cubisme naissant et fréquenté les avant-gardes du début du XXe siècle,.

### Collections publiques

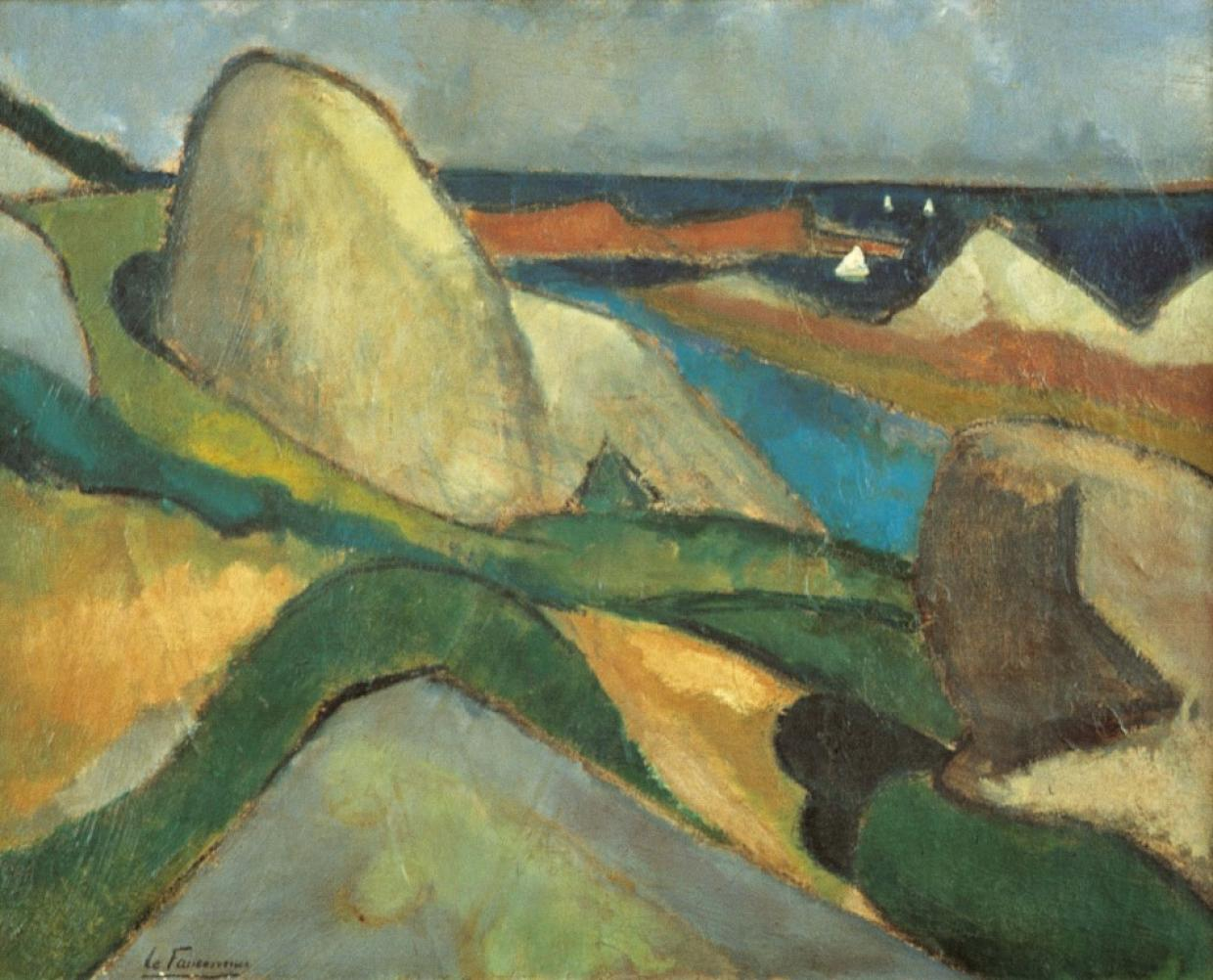
Ploumanac’h (1908), Bergen, Museum Kranenburgh.

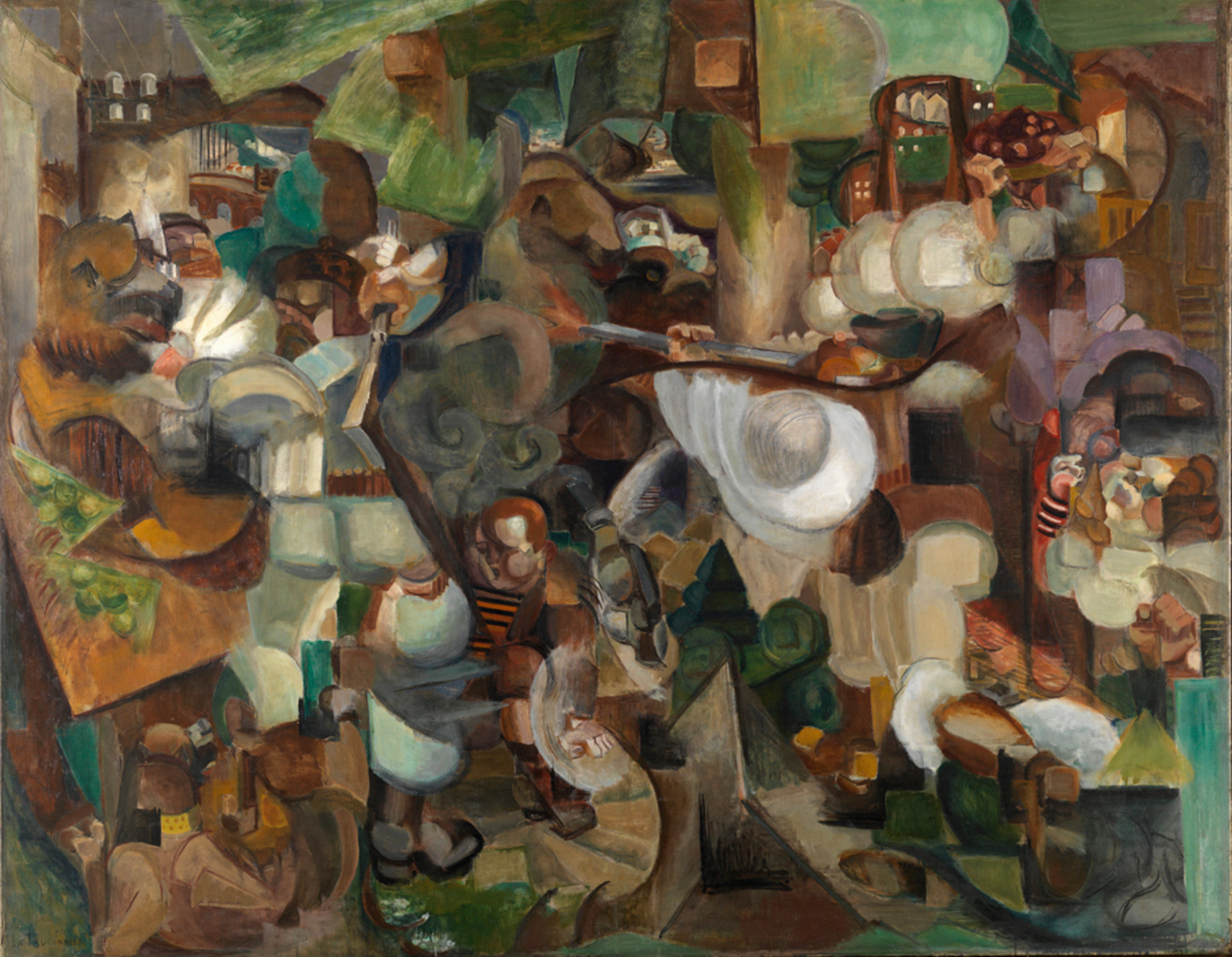
Les Montagnards attaqués par des ours, 1912.

- Musée Sainte-Croix des Sables-d'Olonne : Le Poète Paul Castiaux, 1910,
- Musée d'Art de La Haye : L'Abondance, 1910-1911,
- Musée d'Art de La Haye : Le Chasseur, 1911-1912.
- Rhode Island School of Design Museum : Les Montagnards attaqués par des ours, 1912, huile sur toile, 241 × 307 cm.
- Musée des Beaux-Arts de Brest :
  - Maisons dans les rochers à Ploumanac'h, 1913, huile sur toile,
  - Paysage de Ploumanac’h, 1913, huile sur toile.
- Palais des Beaux-Arts de Lille : Vieille femme.
- Musée des Beaux-Arts de Lyon :
  - Femme nue dans un intérieur,
  - L’Église de Grosrouvre,
  - Paysage,
  - Portrait de vieille femme,
  - L’Enfant breton.
- Beauvais, Musée de l'Oise : Nature morte aux fleurs.